# Surge de Calgary
Dernière mise à jour : 17 mai 2024.
Le Surge de Calgary, est une équipe canadienne de basket-ball professionnel basée à Calgary, en Alberta, qui participe à la Ligue élite canadienne de basketball depuis 2023. Ils ont déménagé de Guelph, où ils étaient connus sous le nom de Nighthawks de Guelph, qui a été rebaptisé Surge de Calgary. L’équipe joue à domicile au WinSport Event Centre.

## Histoire
Le 12 juin 2018, il a été annoncé que l’équipe s’appellerait les Nighthawks de Guelph. Guelph se joint aux Honey Badgers de Hamilton, Stingers d'Edmonton, River Lions de Niagara, Rattlers de la Saskatchewan et Bandits de la Vallée du Fraser comme l’une des six franchises originales pour la saison inaugurale en 2019 du Ligue élite canadienne de basketball (LECB).
Après quatre saisons, l'équipe est relocalisée à Calgary en Alberta. À partir de la saison 2023, l'équipe est rebaptisée : Surge de Calgary.
Lors de la saison 2023, le Surge atteint la finale du championnat mais s'incline 70 à 82 face aux Shooting Stars de Scarborough.

## Palmarès
- LECB
  - Vainqueur de la saison régulière de la conférence ouest : 2023
  - Champion de la conférence ouest : 2023

## Personnalités

### Joueurs emblématiques

#### Nighthawks de Guelph
- Chad Brown
- Michale Kyser

### Entraineurs successifs
| Nom                  | Période   | Saison régulière | Saison régulière | Saison régulière | Playoffs | Playoffs | Playoffs | Bilan          |
| Nom                  | Période   | Matchs           | Vict.            | Déf.             | Matchs   | Vict.    | Déf.     | Bilan          |
| -------------------- | --------- | ---------------- | ---------------- | ---------------- | -------- | -------- | -------- | -------------- |
| Nighthawks de Guelph |           |                  |                  |                  |          |          |          |                |
| Charles Kissi        | 2019-2022 | 60               | 24               | 36               | 4        | 1        | 3        | -              |
| Surge de Calgary     |           |                  |                  |                  |          |          |          |                |
| Nelson Terroba       | 2023      | 20               | 12               | 8                | 3        | 2        | 1        | Finaliste 2023 |
| Tyrell Vernon        | 2024-     |                  |                  |                  |          |          |          |                |